# Pasquale Ottini
Pasquale Ottini, surnommé Pascualotto (Vérone, 1578-1630) est un peintre italien actif au XVIIe siècle à Vérone et Rome.

## Biographie
Pasquale Ottini a été un élève de Felice Brusasorci.
Il est mort à Vérone en 1630 victime de la peste.

## Œuvres
- Massacre des Innocents, église San Stefano, Vérone.
- La Mise au Tombeau, vers 1610, huile sur cuivre, 45 x 39,5, Montpellier, musée Fabre
- San Niccolo, église  San Giorgio.
- Déposition (achèvement du tableau), église San Francesco di Paola.
- Assomption de la Vierge
- Ecce Homo,
- Saint Marc écrivant sous la dictée de saint Pierre, musée des beaux-arts, Bordeaux.